# توکاخندان گوش‌سیمین
توکاخندان گوش‌سیمین (نام علمی: Trochalopteron melanostigma) گونه‌ای از پرندگان تیرهٔ توکایان خندان (Leiothrichidae) است. در جنوب یوننان، لائوس، میانمار، تایلند و ویتنام یافت می‌شود. در گذشته زیرگونه‌ای از توکاخندان تاج‌بلوطی، G. erythrocephalus در نظر گرفته می‌شد.